# Robert-Koch-Realschule (Dortmund)
Die Robert-Koch-Realschule in Dortmund liegt im Stadtbezirk Hombruch im Schulzentrum Renninghausen. Der Unterricht begann im Frühjahr 1969. Sie ist aktuell dreizügig und eine von derzeit dreizehn Realschulen in Dortmund. Ihre aktuellen Schwerpunkte sind MINT und die Profilklassen Sport. Sie erlangte auch Bekanntheit durch einen 2007 vermuteten Amoklauf. Die Schule hat ca. 520 Schüler.

## Vermuteter Amoklauf
Am 11. Dezember 2007 beobachtete gegen 13.30 Uhr ein Lehrer der Schule einen Mann, der mit einer Waffe vor dem Haupteingang hantierte. Daraufhin wurden die komplette Schule verriegelt, die Polizei alarmiert und die angrenzenden Schulen evakuiert. Das Gelände wurde weiträumig abgesperrt. Anschließend wurde der Mann durch die Polizei gesucht. Da regionale Radiosender sehr schnell über den Vorfall berichteten, begaben sich besorgte Eltern und Schaulustige zur Schule. Als es gegen 17 Uhr noch immer keine Spur vom Täter gab, entschied die Polizei, die Schüler durch Erziehungsberechtigte abholen zu lassen. Gegen 17:45 Uhr wurde der Täter überraschend festgenommen. Es stellte sich heraus, dass es sich bei der Waffe um eine Plastikpistole handelte und der Täter alkoholisiert war. Der Schulbetrieb wurde am nächsten Tag wieder aufgenommen.

## Berichterstattung
Als erstes berichtete der lokale Radiosender Radio 91.2 über den vermuteten Amoklauf, anschließend auch das WDR in der Sendung „Lokalzeit aus Dortmund“. Auch bei RTL West in der Sendung „Guten Abend RTL“ wurde berichtet. Schließlich schaffte es das Ereignis auch ins Programm von Stern TV, was die nationale Bekanntheit des Falls verursachte.
Die Schule geriet im Juni 2022 in die Öffentlichkeit, als bekannt wurde, dass Schüler drei andere nach Tragen einer Queer-Fahne körperlich und seelisch angingen.
Im Jahr 2024 berichtete der WDR, dass eine Schülerin mehrfach verprügelt worden sei, worauf die Schule nicht angemessen reagiert habe.